# دوروثيا تانينغ
دوروثيا مارغريت تانينغ (بالإنجليزية: Dorothea Tanning)‏ (25 أغسطس 1910 – 31 يناير 2012)، هي رسامة أمريكية، وصانعة مطبوعات، ونحّاتة، وكاتبة، وشاعرة. تأثرت أعمالها المبكرة بالسريالية.

## السيرة الذاتية
وُلدت دوروثيا تانينغ وتربّت في غاليسبورغ، إلينوي. كانت الثانية من بين ثلاث بنات لوالدها أندرو بيتر تانينغ (أندرياس بيتر جورج تانينغ، 1875-1943 ) ووالدتها أماندا ماري هانسن (1879-1967)، التي سمّتها تيمنًا بجدتها. عملت تانينغ في مكتبة غاليسبورغ العامة (1927) بعد تخرجها من مدرسة غاليسبورغ الثانوية العامة في عام 1926، ثم التحقت بجامعة كنوكس (1928-1930). تركت دوروثيا الدراسة الجامعية بعد عامين حتى تتفرغ لمهنتها في الفن، وانتقلت أولًا إلى شيكاغو في عام 1930 ثم إلى نيويورك في عام 1935. تزوجت تانينغ لمدة قصيرة من الكاتب هومر شانون في عام 1941 بعد علاقتهما التي استمرت نحو ثماني سنوات.
اكتشفت تانينغ فن السريالية في مدينة نيويورك ضمن معرض متحف الفن الحديث الشهير في عام 1936، فن رائع، دادا وسريالية. أُعجبت مديرة الفنون في مايسيز في عام 1941، بإبداعها وموهبتها في رسم وتصميم إعلانات الأزياء فقدّمتها إلى صاحب المعرض جوليان لافي، الذي وافق فورًا على عرض أعمالها. أصبحت تانينغ في ما بعد صديقة حميمة للافي وزوجته الرسامة مورييل ستريتر، وكان ذلك واضحًا من خلال الرسائل التي تبادلوها في الأربعينيات من القرن العشرين. قدم لافي لتانينغ معرضين فرديين (بين عامي 1944 و1948)، وعرّفها أيضًا على دائرة المهاجرين السرياليين الذين كانوا يعرضون أعمالهم في معرضه في نيويورك، وكان من بينهم الرسام الألماني ماكس إرنست.
التقت تانينغ بإرنست لأول مرة في حفلة عام 1942، ثم ذهب إرنست لاحقًا إلى الاستوديو الخاص بها لينظر في أعمالها التي ستكون موجودة في معرض 31 امرأة في «معرض فن هذا القرن» في نيويورك، وهو كان مُلكًا لماري غوغنهايم (زوجة إيرنست في ذلك الوقت). تروي تانينغ في مذكراتها أن إرنست كان مسحورًا بإبداع البورتريه الشخصي الذي رسمته لنفسها وكان قد رآه في متحف فيلادلفيا للفنون عام 1942. لعب الاثنان الشطرنج، ثم وقعا في الحب ببساطة، وبدأا حياتهما المشتركة فذهبا إلى سيدونا في أريزونا، ثم لاحقًا إلى فرنسا. عاشا في مدينة نيويورك لبضعة أعوام قبل انتقالهما إلى سيدونا، وهناك بنى إرنست منزلًا واستضافا العديد من الأصدقاء الذين عبروا البلاد في ذلك الوقت، منهم: هنري كارتييه بريسون، وإليزابيث ميلر، ورولاند بينروز، وإيف تانغوي، وكاي ساج، وبافيل تشيلتشيو، وجورج بالانشين، وديلان توماس. تزوجت تانينغ من إرنست في عام 1946 في حفل زفاف مزدوج مع مان راي وجولييت برونر في هوليوود، وبقيا متزوجين لمدة 30 عامًا..انتقلت تانينغ وإرنست إلى فرنسا في عام 1949، وقسما وقتهما بين باريس وتورين، ثم عادا إلى سيدونا خلال أوائل ومنتصف الخمسينيات من القرن العشرين على فترات متقطعة. عاشا في باريس ثم في بروفنس حتى وفاة إرنست في عام 1976 (بسبب إصابته بسكتة دماغية خلال السنة السابقة). عادت تانينغ بعد ذلك إلى نيويورك وتابعت ابتكار فنها في الثمانينيات، ثم قررت أن تركز كامل انتباهها على الكتابة والشعر في التسعينيات والألفينات، إذ عملت ونشرت أعمالها حتى نهاية حياتها. توفيت في 31 يناير من عام 2012 في منزلها في مانهاتن عن عمر يناهز 101.
أُنشأت مؤسسة دوروثيا تانينغ في عام 1997 بهدف الحفاظ على تراث الفنانين وتعزيز فهم الجماهير بشكل أوسع للفن والكتابة والشعر. تعمل المؤسسة بالتزامن مع مؤسسة ديستينا، التي أُنشئت في نيويورك عام 2015، لإدارة وتوزيع الأعمال الفنية والموجودات في مُلكية دوروثيا تانينغ لأهداف خيرية.

### حياتها الفنية
كانت تانينغ فنانة عصامية، بصرف النظر عن الأسابيع الثلاثة التي أمضتها في أكاديمية شيكاغو للفنون الجميلة في عام 1930. أدت لوحات تانينغ السريالية منذ أربعينيات القرن الماضي، بالإضافة إلى صداقاتها الوثيقة مع الفنانين والكتّاب في حركة السرياليين، إلى اعتبارها رسامةً سريالية، لكنها طورت أسلوبها المتميز الفردي على مدار مسيرتها الفنية التي امتدت ستة عقود.
كانت أعمال تانينغ الأولى، مثل لوحتَي عيد الميلاد وموسيقى ليلية صغيرة عام 1943 في تيت مودرن في لندن، عبارة عن تصوير دقيق لحالات أقرب ما تكون للحلم. اتسمت تانينغ بدقتها واهتمامها الكبير بالتفاصيل مثل غيرها من الرسامين السرياليين. استمرت بطريقتها في رسم اللوحات ذات المشاهد غير الواقعية حتى أواخر الأربعينيات من القرن العشرين، وقد جمعت بعض هذه اللوحات بين المواضيع المثيرة والرموز الغامضة. شكلت تانينغ صداقات دائمة خلال هذه الفترة، مع مارسيل دوشامب وجوزيف كورنيل وجون كيج. وصممت أيضًا مجموعات أزياء للعديد من رقصات جورج بلانشين، بما في ذلك ذا نايت شادو (النسخة الأصلية من باليه لا سونامبولا، الذي عُرض لأول مرة في عام 1946 في سيتي سنتر الموسيقى والدراما في نيويورك).
تطورت لوحات تانينغ على مدى العقد التالي، فأصبحت أقل وضوحًا وأكثر إيحاءً. عملت الرسامة في باريس وهويس في فرنسا، وبدأت بالابتعاد عن فن السريالية وإنشاء أسلوبها الخاص بها. تغيرت طريقة عملها بشكل كامل خلال منتصف الخمسينيات من القرن العشرين وكان ذلك واضحًا في أعمالها مثل لوحة الأرق) عُرضت في مودرينا موسيت في ستوكهولم في عام 1957). شرحت هذا التغيير بقولها «حوالي عام 1955، كانت لوحاتي مجزأة حرفيًا ... يمكنك أن تقول إني كسرت النمطية».
بدأت تانينغ من عام 1969 إلى عام 1937 بما وصفته بـ »المغامرة المكثفة على مدى خمس سنوات في فن النحت»، ركزت فيها على مجموعة من الأعمال ثلاثية الأبعاد. أصبحت تانينغ أيضًا خلال فترة وجودها في فرنسا في الخمسينيات والسبعينيات من القرن الماضي ناشطة في مجال الطباعة، فعملت في استوديوهات جورج فيسات وبيير شاف وتعاونت مع العديد من الفنانين في كتبهم ذات الإصدار المحدود مثل ألان بوسكيت، ورينيه كريفيل، ولينا ليكليرك، وأندريه بيير دي مانديارغوس. ظلت تانينغ في فرنسا لبضعة أعوام بعد وفاة زوجها في عام 1976، وركزت مُجددًا على الرسم. نقلت منزلها والاستوديو الخاص بها بحلول عام 1980 إلى نيويورك، وبدأت فترة إبداعية أنتجت فيها العديد من اللوحات والرسومات والفن التصويري والمطبوعات.
تم التعرف على أعمال تانينغ في العديد من المعارض الفردية الضخمة، سواء في الولايات المتحدة الأميركية أو في أوروبا، وأيضًا في عام 1974 في المركز الوطني للفنون المعاصرة في باريس (الذي أصبح لاحقًا مركز جورج بومبيدو في عام 1977)، وفي مركز كامدين للفنون في لندن. أقام متحف الملكة صوفيا المركزي الوطني للفنون في مدريد في عام 2018 معرضًا كبيرًا لأعمال الفنانة برعاية أليس ماهون، الذي سافر إلى تيت مودرن، لندن في عام 2019.

### مهنتها الأدبية
كتبت تانينغ قصصًا وقصائد طوال حياتها، ونُشرت قصتها القصيرة الأولى في مجلة VVV في عام 1943، بالإضافة إلى قصائدها الأصلية المترافقة مع رسومها ضمن كتب ذات طبعة محدودة، لكنها بدأت في التركيز على كتاباتها بشكل فعلي عند عودتها إلى نيويورك في الثمانينيات. نشرت تانينغ مذكراتها الأولى في عام 1986 بعنوان عيد ميلاد، وهي اللوحة التي برزت واشتُهرت بشكل واضح في سيرتها الذاتية. تُرجم الكتاب منذ ذلك الحين إلى أربع لغات أخرى. كتبت أيضًا نسخة موسعة من مذكراتها في عام 2001، بعنوان بين حياة: فنانة وعالمها، ثم بدأت في كتابة الشعر في الثمانينات من عمرها بتشجيع من صديقها ومعلمها جيمس ميريل (الذي كان لسنوات عديدة مستشارًا لأكاديمية الشعراء الأمريكيين) ونشرت قصائدها بشكل منتظم في المجلات الأدبية.
مُنحت تانينغ جائزة والاس ستيفنز من أكاديمية الشعراء الأمريكيين في عام 1994، وهي جائزة سنوية قدرها 100,000 دولار تُمنح للشاعر تعبيرًا عن التقدير لإتقانه المتميز لفن الشعر.